# Hermes Palomino
Hermes Palomino (nacido en Caracas, Venezuela, el 4 de marzo de 1988) es un ex futbolista profesional venezolano. Se desempeñaba en el terreno de juego como delantero.

## Clubes
| Club                      | País                 | Año             |
| ------------------------- | -------------------- | --------------- |
| Trujillanos FC            | Venezuela            | 2007 - Apertura |
| Carabobo FC               | Venezuela            | 2007 - 2008     |
| Guaros FC                 | Venezuela            | 2008 - Clausura |
| Minervén FC               | Venezuela            | 2009 - Apertura |
| Aragua FC                 | Venezuela            | 2009 - 2011     |
| Cherno More Varna         | Bulgaria             | 2011 - 2013     |
| Atlético Venezuela        | Venezuela            | 2013 - 2014     |
| Aragua FC                 | Venezuela            | 2014 - 2015     |
| Deportivo Petare          | Venezuela            | 2015 - 2016     |
| Managua FC                | Nicaragua            | 2016 - Apertura |
| PEPO Lappeenranta         | Finlandia            | 2016 - Clausura |
| Persija Jakarta           | Indonesia            | 2017 - 2018     |
| Atlético Vega Real        | República Dominicana | 2018            |
| PEPO Lappeenranta         | Finlandia            | 2018 - 2019     |
| FC Sevlievo               | Bulgaria             | 2019            |
| Lija Athletic FC          | Malta                | 2020            |
| FC Lovćen                 | Montenegro           | 2021            |
| Gran Valencia Fútbol Club | Venezuela            | 2021- 2022      |

## Trayectoria Internacional
Debutó con la Selección de fútbol de Venezuela en un partido amistoso ante Costa Rica el 22 de diciembre de 2011.